# Papa Ioan al XV-lea
Papa Ioan al XV-lea (n. secolul al X-lea, Roma, Statele Papale – d. martie 996 d.Hr., Roma, Statele Papale) a fost  papă al Romei din 985 până-n 996
La inițiativa lui Ioan I. Crescențiu a fost uns papă. Înaintea pontificatului său a fost preotul-cardinal de la San Vitale (Roma). După ce prestigiul papalității scăzuse mult în secolul X, s-a străduit să restabilească autoritatea bisericii în străinătate. Așa a intermediat între regele Anglei Aethelred și ducele Normandiei și a primit în numele Sfântului Scaun Polonia de cătren ducele Mieszko I.
Cu toate că era un adept al Reformei de la Cluny, totuși a sprijinit puternic nepotismul la Roma. În 993 a înfăptuit prima sanctificare din istorie (Ulrich de Augsburg).

## Biografie
Fiind mereu sub o presiune puternică din partea crescențienilor - după decesul lui Ioan I. Crescențiu, aceștia își retraseră sprijinul papei sub conducerea fratelui acestuia, Crescențiu I. Nomentatus - a fost obligat să fugă din Roma la Sutri (995). De acolo l-a chemat în ajutor pe Otto al III-lea. Invazia lui Otto în Italia a dus la decizia clanului speriat să-l cheme înapoi pe papa Ioan. Însă puțin după întoarcerea sa la Roma Ioan al XV-lea a decedat - încă înainte de a sosi Otto la Roma.

## Literatură
- R. Barth, F. Bedürftig: Taschenlexikon Päpste Piper, München 2000
- Literatură scrisă de Papa Ioan al XV-lea, precum și literatură despre Papa Ioan al XV-lea se poate găsi în Katalog der Deutschen Nationalbibliothek